# Ana Jakšić
Ana Jakšić (* 16. Januar 1986 in Zemun, Jugoslawien) ist eine serbische Volleyballspielerin.

## Karriere
Jakšić spielte von 1998 bis 2006 bei Poštar 064 Belgrad. Dann wechselte die Mittelblockerin zum slowenischen Erstligisten HIT Nova Gorica. Nach einer Saison in der Türkei 2007/08 bei Yeşilyurt kehrte sie in ihr Heimatland zurück und spielte 2008/09 für Jedinstvo und 2009/10 für Tent Obrenovac. Die Juniorennationalspielerin gewann in ihrem Heimatland zweimal die Meisterschaft und dreimal den nationalen Pokal. 2011/12 spielte sie beim deutschen Bundesligisten Envacom Volleys Sinsheim.